# 牙买加饮食

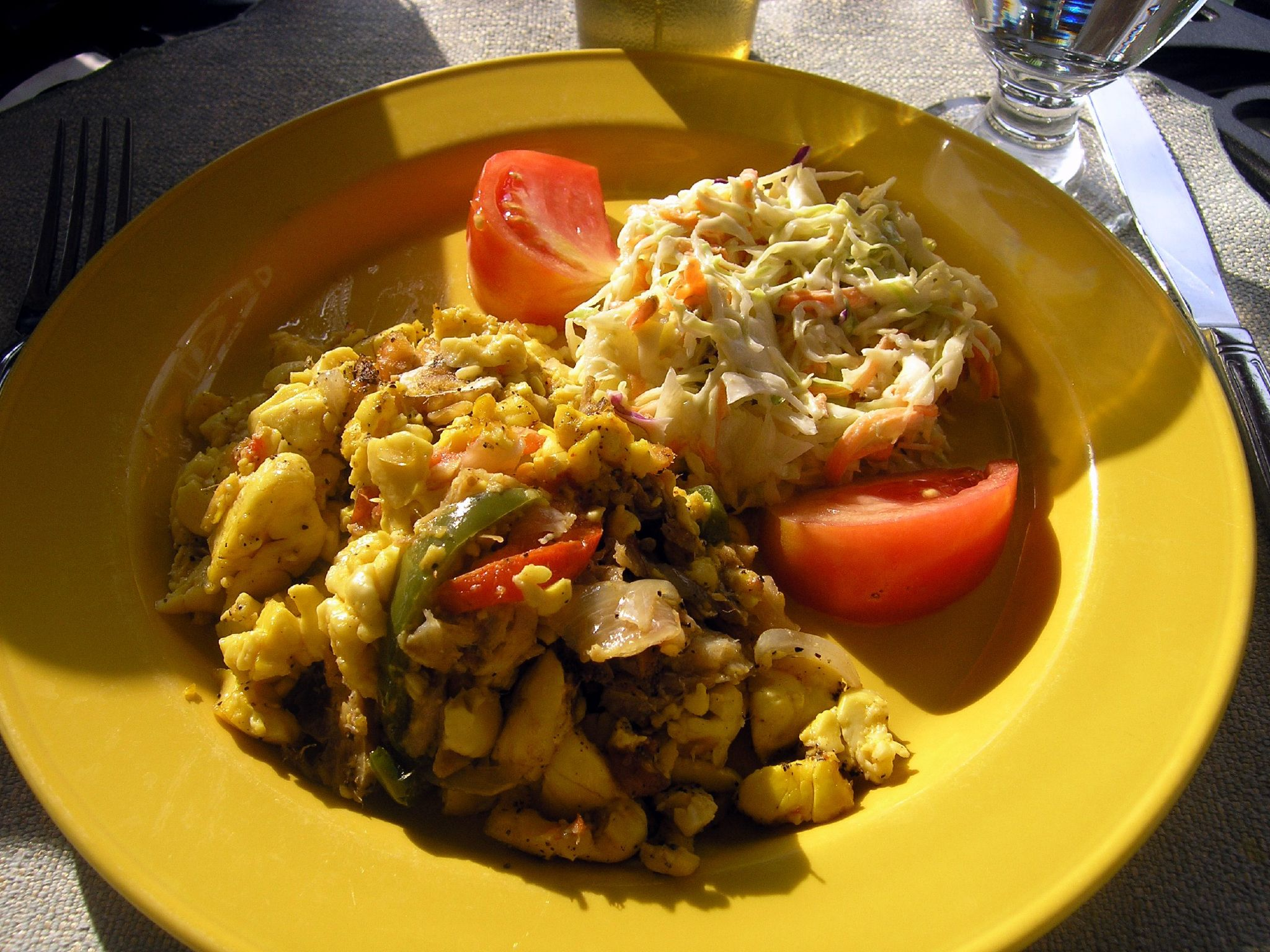
一盤阿開木與馬介休

牙买加饮食是指牙買加人民的飲食習慣。牙买加饮食受到美洲原住民飲食、非洲菜、愛爾蘭飲食、英格蘭飲食、法國飲食文化、葡萄牙菜、西班牙飲食、印度飲食、中国菜和阿拉伯飲食的影响。有人還將热带、东南亚的农作物引入牙買加。
有一些牙買加菜餚和其他地區的菜餚差不多，只是略有改良。還有一些牙買加菜餚是當地的特色菜餚。牙買加人經常吃的菜餚有咖喱山羊、烤肉卷、Dumpling、阿開木煮鹹魚以及牙买加肉饼。咖喱山羊和烤肉卷是印度菜的变种。